# Ayuntamiento de Villena
El Ayuntamiento de Villena (en valenciano: Ajuntament de Villena) es el órgano encargado del gobierno y administración del municipio de Villena, situado en la provincia de Alicante, Comunidad Valenciana, España. Está presidido por el alcalde. En 2023 ocupa dicho cargo Fulgencio José Cerdán, del PSPV-PSOE. Esta administración tiene su sede en la plaza de Santiago.

## Alcaldes
| Periodo   | Nombre                           | Partido                                         |
| --------- | -------------------------------- | ----------------------------------------------- |
| 1979-1983 | Ramón Navarro Díaz               | Partit Socialista del País Valencià (PSPV-PSOE) |
| 1983-1987 | Salvador Mullor Menor            | Partit Socialista del País Valencià (PSPV-PSOE) |
| 1987-1991 | Salvador Mullor Menor            | Partit Socialista del País Valencià (PSPV-PSOE) |
| 1991-1995 | Salvador Mullor Menor            | Partit Socialista del País Valencià (PSPV-PSOE) |
| 1995-1999 | Vicente Rodes Amorós             | Partido Popular (PP)                            |
| 1999-2003 | Vicente Rodes Amorós             | Partido Popular (PP)                            |
| 2003-2007 | Vicenta Tortosa Urrea            | Partit Socialista del País Valencià (PSPV-PSOE) |
| 2007-2011 | Celia Lledó Rico                 | Partido Popular (PP)                            |
| 2011-2015 | Francisco Javier Esquembre Menor | Els Verds del País Valencià (EVPV)              |
| 2015-2019 | Francisco Javier Esquembre Menor | Els Verds del País Valencià (EVPV)              |
| 2019-2023 | Fulgencio José Cerdán            | Partit Socialista del País Valencià (PSPV-PSOE) |
| 2023-act. | Fulgencio José Cerdán            | Partit Socialista del País Valencià (PSPV-PSOE) |

## Resultados electorales históricos
| Partido político                                                               | 1979  | 1979   | 1983  | 1983   | 1987  | 1987   | 1991  | 1991   | 1995  | 1995   | 1999  | 1999   | 2003  | 2003   | 2007  | 2007   | 2011  | 2011   | 2015  | 2015   | 2019  | 2019   | 2023  | 2023   |
| Partido político                                                               | Votos | Ediles | Votos | Ediles | Votos | Ediles | Votos | Ediles | Votos | Ediles | Votos | Ediles | Votos | Ediles | Votos | Ediles | Votos | Ediles | Votos | Ediles | Votos | Ediles | Votos | Ediles |
| Partido Popular (PP)-Alianza Popular (AP)                                      | 1155  | 2      | 5013  | 7      | 3286  | 5      | 1731  | 2      | 6608  | 9      | 7567  | 10     | 7207  | 8      | 9656  | 12     | 8245  | 10     | 4720  | 7      | 5053  | 7      | 6815  | 9      |
| Partit Socialista del País Valencià (PSPV-PSOE)                                | 4819  | 8      | 7450  | 11     | 5173  | 7      | 5743  | 9      | 4332  | 5      | 4304  | 6      | 6642  | 8      | 5732  | 7      | 3303  | 4      | 2257  | 3      | 4503  | 7      | 5899  | 8      |
| Compromís-Bloc Nacionalista Valencià (BNV)                                     | —     | —      | —     | —      | 818   | 1      | 942   | 1      | 690   | 0      | 1836  | 2      | —     | —      | 1608  | 2      | 4061  | 5      | 8000  | 11     | 3622  | 5      | 2478  | 3      |
| Vox                                                                            | —     | —      | —     | —      | —     | —      | —     | —      | —     | —      | —     | —      | —     | —      | —     | —      | —     | —      | —     | —      | 784   | 0      | 1013  | 1      |
| Esquerra Unida del País Valencià (EUPV)-Partido Comunista de España (PCE)      | 3037  | 5      | 2201  | 3      | 2890  | 4      | 2201  | 3      | 3692  | 5      | 1611  | 2      | 2649  | 3      | 523   | 0      | —     | —      | 868   | 0      | 706   | 0      | 590   | 0      |
| Ciudadanos (CS)                                                                | —     | —      | —     | —      | —     | —      | —     | —      | —     | —      | —     | —      | —     | —      | —     | —      | —     | —      | 760   | 0      | 1436  | 2      | —     | —      |
| Villena Centro Democrático (VCD)                                               | —     | —      | —     | —      | —     | —      | —     | —      | —     | —      | —     | —      | —     | —      | —     | —      | 2103  | 2      | 566   | 0      | —     | —      | —     | —      |
| Unión Provincial Alicantina Ind. Villena (UPRAV)-Iniciativa Independiente (II) | —     | —      | —     | —      | —     | —      | 1544  | 2      | 1126  | 1      | 1218  | 1      | 1628  | 2      | 875   | 0      | 431   | 0      | 240   | 0      | —     | —      | —     | —      |
| Línea Independiente Democrática (LID)                                          | —     | —      | —     | —      | —     | —      | —     | —      | 934   | 1      | 426   | 0      | —     | —      | —     | —      | —     | —      | —     | —      | —     | —      | —     | —      |
| Centro Democrático y Social (CDS)-Unión de Centro Democrático (UCD)            | 3883  | 6      | —     | —      | 2048  | 3      | 648   | 0      | 240   | 0      | 146   | 0      | —     | —      | —     | —      | —     | —      | —     | —      | —     | —      | —     | —      |
| Agrupación Independiente de Villena (AIV)                                      | —     | —      | —     | —      | —     | —      | 2377  | 4      | —     | —      | —     | —      | —     | —      | —     | —      | —     | —      | —     | —      | —     | —      | —     | —      |
| Coalición Electoral Valenciana (CEV)                                           | —     | —      | —     | —      | 1122  | 1      | —     | —      | —     | —      | —     | —      | —     | —      | —     | —      | —     | —      | —     | —      | —     | —      | —     | —      |

## Crisis de gobierno (2009-2010)
En las elecciones municipales de 27 de mayo de 2007 el PP obtuvo una holgada mayoría con 12 concejales. Sin embargo, ya en febrero de 2009 comenzaron los problemas entre los 6 concejales afines a José Joaquín Ripoll Serrano (presidente de la Diputación Provincial de Alicante), que incluían a la misma alcaldesa, Celia Lledó Rico; y los 6 afines a Francisco Camps (Presidente de la Generalitat Valenciana). La confrontación llegó hasta tal punto que el 21 de septiembre de 2009 el concejal campista Juan Richart e Isidro Gozálvez, marido de la concejal ripollista María José Hernández, se vieron envueltos en una pelea que acabó con contusiones y sendas denuncias ante la Guardia Civil. Asimismo, el 28 de diciembre Celia Lledó se vio obligada a paralizar un pleno municipal en el que había quedado en minoría debido a la ausencia de cuatro de los seis concejales campistas, dos de ellos por cuestiones personales, lo que fue calificado por el PSOE de «atropello a la democracia», ya que no se trataba de la primera ocasión que la alcaldesa desconvocaba un pleno por estos motivos. Sin embargo, la crisis real estalló el 26 de enero de 2010 cuando cinco de los concejales populares presentaron su renuncia a seguir en el grupo del PP, lo que se hizo efectivo el día 27 de enero, quedando el PP en minoría, con 7 concejales socialistas, 5 no adscritos y 2 de Los Verdes. Celia Lledó achacó a «intereses personales» la renuncia de los concejales campistas, mientras que estos alegaron la «incapacidad de la alcaldesa para mantener un diálogo y una colaboración sincera». El PSOE, que descartó una moción de censura, vivió también el 28 de abril de 2010 una fuerte crisis interna al dimitir 13 de los 24 miembros de la ejecutiva local, entre ellos el edil José Ayelo y el vicesecretario general, Pedro Miguel Agredas. El alcalde de Jijona y responsable de Política Municipal de la provincia de Alicante, Ferrán Verdú, asumió la dirección de la junta gestora del PSOE de Villena, a fin de dar solución a la crisis interna.

## Evolución de la deuda viva municipal
El concepto de deuda viva contempla sólo las deudas con cajas y bancos relativas a créditos financieros, valores de renta fija y préstamos o créditos transferidos a terceros, excluyéndose, por tanto, la deuda comercial.
| Gráfica de evolución de la deuda viva del Ayuntamiento entre 2008 y 2023                                         |
| |
| Deuda viva del Ayuntamiento de Villena, en miles de euros, según datos del Ministerio de Hacienda y Ad. Públicas |